# Transformers: Robots in Disguise (serie animata 2015)
Transformers: Robots in Disguise, seguito di Transformers: Prime, è una serie TV animata in computer grafica del 2015 basata sulla nota serie Transformers ed è composta da 3 stagioni e 1 mini serie per un totale di 71 episodi da 21 minuti. Inoltre, nel 2015, sono stati creati 11 corti della durata di 5-6 minuti.
La serie in Italia viene trasmessa su K2 a partire dal 7 marzo 2015.

## Trama

### Prima stagione
La serie si presenta come un seguito diretto di Transformers: Prime, ambientato alcuni anni dopo il lungometraggio Transformers Prime Beast Hunters: Predacons Rising: la guerra tra gli Autobot e i Decepticon, che aveva visto anche la Terra come suo teatro, sembra finita e l'eroico Bumblebee e gli altri Autobot hanno fatto ritorno sul pianeta Cybertron. Durante una pattuglia però Bumblebee riceve un messaggio dallo spirito di Optimus Prime: la Terra è di nuovo in pericolo e deve farvi ritorno. La navicella/prigione "Alchemor" dei Decepticon si è infatti schiantata sul pianeta ed i detenuti sono liberi, ma Optimus lo informa che anche un male maggiore sta per arrivare. Bumblebee fa quindi ritorno sulla Terra, al comando di una nuova squadra, ritrovandosi quindi nei panni del comandante, con l'obiettivo di ricatturare tutti i Decepticon scappati ed aspettando il ritorno di Optimus Prime.

### Seconda stagione
Dopo la sconfitta di Megatronus, Optimus Prime viene privato del suo potere da Micronus indebolendolo notevolmente. Gli Autobot devono dare la caccia ad altri Decepticon fuggitivi e perciò si dividono in due squadre: una comandata da Optimus (con Sideswipe, Windblade e Drift) e l'altra comandata da Bumblebee (con Strongarm, Grimlock e Fixit).

### Miniserie (la vendetta di Starscream)
Dopo gli eventi della seconda stagione e la sconfitta di Steeljaw, arriva sulla Terra un nuovo gruppo di Decepticon chiamati "Scavengers" intenzionati a recuperare alcuni reperti perduti durante "la grande guerra tra Autobot e Decepticon". Inoltre sulla terra un vecchio nemico, che si credeva morto fa il suo ritorno, infatti si trattava del malvagio Starscream, ex secondo in comando e grande traditore di Megatron, sopravvissuto all'attacco dei Predacon (guidati da Predaking) alla conclusione del film televisivo d'animazione della serie Transformers: Prime. Starscream è tornato sulla terra per reclamare la Star Saber oscura, spada appartenuta a Megatron, e i Weaponizer Mini-Con con cui Starscream intende vendicarsi di Megatron e ucciderlo. Alla fine ottiene il potere di tutti i Weaponizer Mini-Con ma Optimus Prime lo affronta usando il power surge con Aerobolt e grazie all'aiuto del "Team Bee" riesce a sconfiggerlo e a catturarlo insieme a Shadelock, Roughedge, un Insecticon e agli Scavengers riportandoli su Cybertron come prigionieri.

### Terza stagione:Combiner Force
In questa serie, Bumblebee, Sideswipe, Strongarm, Grimlock e Drift si uniranno nel Combiner Ultra Bee e fronteggeranno sia gli Stunticon (guidati da Motor Master) sia il pericolosissimo Soundwave.

## Personaggi principali

### Autobot

#### Team Bee
- Bumblebee: tenente della polizia Cybertroniana, viene scelto dal suo maestro Optimus Prime per compiere una missione segreta. Viene però scoperto da Rusty e Danny e forma un nuovo team di Autobot. Il suo arcinemico è Steeljaw; si trasforma come sempre in una futuristica auto gialla a strisce nere. Doppiato da Will Friedle; Ryohei Kimura; Alessandro Capra.
- Strongarm: cadetta pronta all'azione e molto coraggiosa che segue in qualunque circostanza il suo superiore Bumblebee e lo protegge nonostante i suoi rifiuti. Giunge sulla Terra insieme a Bumblebee nonostante quest'ultimo le avesse ordinato di non farlo. Cerca sempre di seguire la legge di Cybertron. Ha preso le sembianze di un fuoristrada della polizia compatto blu e bianco. Doppiata da Constance Zimmer; Yui Kondo; Katia Sorrentino.
- Sideswipe: un Autobot che giunge sulla Terra insieme a Bumblebee e Strongarm (più che altro perché ammanettato a quest'ultima), che cercavano di catturarlo dal momento che aveva compiuto atti di vandalismo su Cybertron. Rimane nel gruppo per poter scontare la sua pena dando una mano. Prende le sembianze di una auto sportiva vintage rossa che Danny aveva nel suo deposito di cianfrusaglie rétro. Doppiato da Darren Criss; Daiki Hamano; Ruggero Andreozzi.
- Grimlock: un pericoloso bandito di Cybertron che esce dalle capsule di Fixit e diventa rivale di Underbite, suo simile perché come lui è un Dinobot. Nonostante l'apparenza da duro, sotto sotto è un Transformer molto gentile. Diventa molto felice quando viene ammesso nel gruppo e tenta in ogni occasione di combattere e mettersi al servizio della squadra per potersi redimere. È piuttosto ingenuo, ma con l'andare avanti degli eventi capisce cosa vuol dire far parte di una squadra e si dimostra molto più scaltro di quanto non si pensi. Si trasforma in un tirannosauro verde e nero. Nell'episodio 6 della seconda stagione Grimlock, stanco di essere considerato stupido, si trasferisce nella testa dei dati di un cilindro Cybertroniano ma invece di perdere la memoria rischia di morire, ma alla fine le cose si risolvono e Grimlock rinuncia alla sua innata intelligenza per ingannare e sconfiggere Simacore. A differenza delle sue precedenti incarnazioni, in questa serie, Grimlock possiede le narici potendo usare anche l'olfatto per rintracciare i nemici come nel primo episodio quando rintraccia l'odore di Underbite. Doppiato da Khary Payton; Masaomi Yamahashi; Sergio Romanò.
- Fixit: un Mini-Con arancione, guardiano dell'Alchemor, l'astronave/prigione di massima sicurezza di Cybertron che si schianta sulla Terra. Incontra gli Autobot e diventa il membro "aggiustatutto" del gruppo, abile nella lotta anche se si definisce un robot pacifico. Per via di un incidente dovuto allo schianto dell'Alchemor spesso utilizza un paio di parole simili a quella che conclude ogni frase che dice, e sembra aver dimenticato di potersi trasformare in una trivella ed essere anche una specie di "secondino" armato fino ai denti per contenere qualunque fuga dei detenuti. Doppiato da Mitchell Whitfield; Yoshiyuki Matsura; Federico Viola.
- Drift/Deadlock: ex-cacciatore di taglie Cybertroniano, affiancato dai suoi due Mini-Con e allievi, Jetstorm e Slipstream. È un perfezionista e ha l'apparenza e i modi di fare di un samurai. In passato faceva parte dell'esercito dei Decepticon col nome Deadlock ed era l'allievo del malvagio Shadow Raker (anch'esso basato su un samurai). La sua forma veicolare ricorda un futuristico incrocio tra una Bugatti Veyron e una Gumpert Apollo arancione e nera. Doppiato da Eric Bauza; Tomokazu Sugita; Raffaele Farina.

#### Nuovo Team Prime (All-Stars)
- Orion Pax/Optimus Prime: il leggendario comandante degli Autobot. Scomparso dopo essersi fuso con l'All-Spark alla fine di Predacons Rising per tendere una trappola a Unicron ed eliminarlo, riappare più volte nel corso della prima stagione in forma di spirito o nelle visioni di Bumblebee, per poi risorgere definitivamente alla fine della stessa stagione dopo un estenuante allenamento con Micronus Prime. Nell'ultimo episodio della prima stagione, ingaggia un feroce scontro con uno dei tredici Prime originali: Megatronus, il Caduto. Nella seconda stagione, perde il potere dei Prime ricevuto da Micronus e impiega molto tempo per riprendere del tutto le forze. Verso la fine della seconda stagione, riuscirà a riprendersi del tutto. Prende le sembianze di un camion rosso e blu futuristico. Doppiato da Peter Cullen; Taitem Kusunoki; Marco Balzarotti.
- Jazz: Autobot esperto, vecchio amico di Bumblebee; viene mandato dall'Alto Consiglio di Cybertron sulla Terra per assicurarsi che l'incidente dell'Alchemor non abbia portato danni gravi. È furbo e abile, inoltre adora la cultura terrestre, soprattutto quella Pop musicale, e può lanciare onde soniche. Assieme a Bumblebee e a Sideswipe contribuisce a catturare il Decepticon Ped. Può assumere la forma di una futuristica auto sportiva azzurra e bianca. Doppiato da Arif S. Kinchen; Wataru Takagi; Gabriele Calindri.
- Ratchet: era il medico degli Autobot durante la grande guerra nonché migliore amico di Optimus. Era stato lasciato sulla terra per sua scelta dal Team Prime, per poi tornare in Predacons Rising per curare Ultra Magnus. Appare sulla Terra nella seconda stagione nell'episodio 12, dove si scopre essere stato mandato dal Consiglio Autobot Superiore, insieme al Mini-Con Undertone, per acciuffare alcuni fuggitivi (in realtà un pretesto per esiliarlo, dovuto al fatto che molti Cybertroniani incolpano ingiustamente il vecchio Team Prime della distruzione di Cybertron e Ratchet è un forte sostenitore di Optimus); come nella serie precedente, diventa una semplice autoambulanza (modello di fantasia). Doppiato da Jeffrey Combs; Tomomichi Nishimura; Claudio Moneta.
- Bulkhead: Ex membro dei Demolitori dal carattere forte ma buono, appare nella terza stagione per aiutare gli altri Autobot malati e scongiurare un'imminente invasione. La sua forma veicolo è la stessa della serie precedente. Doppiato da Kevin Michael Richardson; Pietro Ubaldi.
- Windblade: guerriera scelta da Primus stesso, il Dio dei Transformer, che l'ha migliorata donandole un sesto senso per individuare Decepticon nei dintorni e inviata sulla Terra 1000 anni fa prima della conclusione della grande guerra. Sa trasformarsi in un jet VTOL rosso e nero e ha una particolare sintonia con Sideswipe. Doppiata da Kristy Wu (stagioni 1-2 e miniserie), Erica Lindbeck (stagione 3); Hitomi Nabatame; Cristiana Rossi.

#### Branco dei Mini-Con
- Aerobolt: Mini-Con dalle fattezze di uccello, inizialmente membro degli Scavengers per poi passare a Optimus Prime. Si trasforma in uno scudo. Doppiato da Steve Blum; Masato Obara; Massimiliano Lotti.
- Buzzstrike: Mini-Con che inizialmente lavora con Paralon, per poi passare dalla parte degli Autobot e collaborare con Bumblebee. Si trasforma in un'ascia. Doppiato da Rick Pasqualone; Tomokazu Yajima; Stefano Lucchelli.
- Sawtooth: Mini-Con originalmente compagno di Scatterspike, in seguito decide di stare con Strongarm. Si trasforma in un tridente. Doppiato da Crispin Freeman; Shinobu Matsumoto; Alessandro Germano.
- Tricerashot: Dinobot Mini-Con dalle sembianze di un Triceratopo all'inizio compagno del Decepticon Thermidor, dopo si unirà a Grimlock. Si trasforma in un blaster. Doppiato da Robbie Rist; Riki Kagami; Luca Ghignone.
- Windstrike: Mini-Con che come gli altri, è costretto inizialmente a lavorare con gli Scavengers, ma poi si allea con gli Autobot. Si trasforma in una spada.
- Bashbreaker: Mini-Con che come gli altri, è costretto inizialmente a lavorare con gli Scavengers, ma poi si allea con gli Autobot. Si trasforma in un maglio.
- Lancelon: Mini-Con che come gli altri, è costretto inizialmente a lavorare con gli Scavengers, ma poi si allea con gli Autobot. Si trasforma in una lancia.

#### Altri Autobot
- Blurr: Membro dei Rescue Bots che sta con gli Autobot per qualche puntata. Non riuscendo a cavarsela molto bene, torna a Griffin Rock con la sua squadra; si trasforma in un'auto da corsa blu e bianca modellata come un incrocio tra una Ferrari FXX Evoluzione e la modalità veicolare del Blurr della Generazione 1. Doppiato da Max Mittelman; Mattia Bressan.
- Nightra: Migliore amica di Strongarm, arriva sulla Terra spacciandosi per una cacciatrice di taglie in cerca del fuggitivo Blastwave, ma in realtà la situazione è inversa. Venne cacciata dall'accademia dove studiava con Strongarm per aver cercato di far cadere la colpa di un imbroglio su quest'ultima dimostrando che non è affatto un'amica, ma un'opportunista. Le sue forme, antropomorfa e veicolare, sono simili a quelle di Strongarm. Doppiata da Lori Petty; Beatrice Caggiula.
- Blastwave: Artigliere e cacciatore di taglie arrivato sulla Terra per inseguire Nightra, che gli ha rubato un'arma importante. La sua scatola vocale è danneggiata, proprio com'era quella di Bumblebee. Inoltre, la sua forma veicolare e quella fisica sono basate sul Caduto (Megatronus). Doppiato da Roger Craig Smith; Silvio Pandolfi.
- Dropforge: Mini-Con a capo della Polizia di Cybertron. I suoi modi fare e parlare e l'aggiunta di occhiali da sole terrestri sono uno stereotipo del classico detective scorbutico. Doppiato da David Sheinkopf.

### Umani principali
- Russel "Rusty" Clay: un giovane ragazzo che dopo la morte della madre, si trasferisce, insieme al padre Danny Clay, in una cittadina vintage che lui detesta, a differenza della "lontana ma vicina" Future City, la sua precedente città. Incontra casualmente Sideswipe e viene a conoscenza di Cybertron unendosi al gruppo di Bumblebee. Stringe amicizia con Hank e Butch dopo aver giocato a football, la sua passione, in un campetto vicino alla base di Bumblebee. Doppiato da Stuart Allan; Tomo Muranaka; Andrea Oldani.
- Danny Clay: il padre di Rusty. È una specie di hippy che adora gli oggetti vintage, infatti vive in una "cittadina vintage", vicina a Future City, che è in realtà un deposito pieno di suoi ricordi e cianfrusaglie varie. Dopo la morte della moglie, accoglie Rusty e (successivamente) gli Autobot fornendogli una base. Doppiato da Ted McGinley; Masamichi Kitada; Riccardo Lombardo (stagioni 1-2 e miniserie), Giovanni Battezzato (stagione 3).

### Decepticon

#### Branco di Steeljaw
- Steeljaw: dalle fattezze di lupo, per la precisione ricorda più un lupo mannaro per via della postura. È stato capo di una ribellione su Cybertron. Nella prima stagione, condivide il ruolo di antagonista principale con Megatronus, ma nella seconda stagione detiene tale ruolo da solo. Una volta arrivato sulla Terra, forma un manipolo di Decepticon evasi e ne diventa il capo, con l'obiettivo di trasformare il pianeta in un luogo dove i Decepticon possano essere liberi. Il suo arcinemico è Bumblebee. Nella seconda stagione, entra a far parte dell'equipaggio di Glowstrike e riesce anche a infiltrarsi nella base degli Autobot per liberare alcuni dei più pericolosi tra i Decepticon già catturati (Overload, Groundpounder, Thunderhoof, Springload, Bisk, Clampdown e Quillfire). Alla fine della seconda stagione, dopo un estenuante combattimento con Bumblebee e Optimus Prime, viene catturato e riportato su Cybertron e messo in prigione. Nella terza stagione, riesce a evadere e torna sulla Terra insieme alla sua gang per vendicarsi. Doppiato da Troy Baker; Yūichi Nakamura; Andrea Bolognini.
- Underbite: un Chompazoid, creatura Cybertroniana che si nutre di metallo per accrescere la propria potenza. Su Cybertron ha divorato l'intera città di Naon City e spesso si arrabbia quando gli altri non rammentano tale faccenda. Viene catturato nel primo episodio, ma viene in seguito liberato da Steeljaw quando Grimlock, sotto il controllo di Minitron, gli porta la capsula di contenimento che lo contiene. Assomiglia molto a un gorgonops. Doppiato da Liam O'Brien; Kosuke Goto; Silvio Pandolfi.
- Fracture: cacciatore di taglie subdolo e senza scrupoli, in completa antitesi e conflitto con Drift. È sostenuto dai suoi due soci Mini-Con, Airazor e Divebomb. Doppiato da Kevin Pollak; Anri Katsu; Alessandro Zurla.
- Thunderhoof: robot dalle fattezze di cervo, boss della malavita Cybertroniana. Una volta arrivato sulla Terra, si fa passare per una creatura mitologica nota come Kospego in modo da convincere un gruppo di fanatici a costruirgli un ponte spaziale per tornarsene su Cybertron, ma viene smascherato da Bumblebee. In seguito si unisce alla banda di Steeljaw. Doppiato da Frank Stallone; Hiroaki Hirata; Alberto Sette.
- Clampdown: granchio robotico famoso per essere un doppiogiochista, in passato fu lui a far arrestare Thunderhoof. Anche se significa che deve trovarsi a contatto con Thunderhoof, che ce l'ha ancora con lui, si unisce alla banda di Steeljaw quando questo lo salva da una cattura certa. Doppiato da Jim Cummings; Setsuji Sato; Francesco Orlando.

## Altri personaggi
- Megatronus, conosciuto come "Il Caduto": uno dei 13 Prime originali nonché il nemico più forte della serie e, assieme a Steeljaw, l'antagonista principale della prima stagione. Rinchiuso in una prigione dimensionale dopo aver ucciso Solus Prime, compare nella puntata 21, dove fa un patto con Steeljaw convincendolo con l'inganno a liberarlo (quando lo contatta, Megatronus rivela di aver causato lui la caduta dell'Alchemor in modo da contattare un qualsiasi Decepticon che fosse disposto a liberarlo, ovviamente con l'inganno). Riappare nei due episodi finali, dove viene finalmente liberato. Alla fine della prima stagione, verrà distrutto dal potere combinato dei Cacciatori di Decepticon usati da Bumblebee, Sideswipe e Strongarm, ma nonostante sia stato distrutto gli Autobot, sospettano che potrebbe essere ancora vivo. Questa versione di Megatronus assomiglia al Galvatron della G1, ma anche al Decepticon Tarn presente nei fumetti della IDW Publishing. Inoltre, nella serie ha il potere della telecinesi, un omaggio alla sua controparte del secondo film La vendetta del caduto. Sotto il braccio destro nasconde una lancia che può essere usata anche come spada, che verrà distrutta durante lo scontro con Optimus. Sa trasformarsi in un futuristico carro armato ipertecnologico. Doppiato da Gil Gerard; Fumihiko Tachiki.
- Bisk: robot dalle fattezze di aragosta ossessionato dal mettersi costantemente in competizione, trattando la sua vita come fosse un videogioco e dandosi punteggi per qualsiasi cosa faccia. Riesce ad abbattere Grimlock, ma viene sconfitto definitivamente da quest'ultimo e rinchiuso nella capsula da cui era fuggito da Bumblebee e Strongarm. Doppiato da Khary Payton; Setsuji Sato; Daniele Demma.
- Chop Shop: un robot dalle fattezze aracnoidi capace composto da cinque ragni meccanici. Quando viene attaccato da Strongarm, perde un braccio e lo sostituisce temporaneamente con Fixit, ma proprio grazie al coraggio di quest'ultimo viene catturato e rinchiuso nella capsula dalla quale era fuggito. Il ragno/braccio perduto (di nome "Righty") rimane libero e in seguito va a liberare il resto del gruppo dalla capsula, ma gli Autobot riescono a ricatturarlo per intero. Anche lui appartiene alla specie degli Insecticon come Kickback. Doppiato da David Hunt; Yohei Tadano; Alessandro Zurla.
- Hammerstrike: uno Sharkticon che ha disprezzo per la terraferma, capace di dare il meglio di sé solo in acqua o su terreno bagnato. Doppiato da David Kaye; Tomotaka Hachisuka; Stefano Albertini.
- Terrashock: veloce e massiccio, impiegato dal malavitoso Cybertroniano, Contrail, come guardia del corpo. In seguito al suo risveglio sulla Terra, cerca disperatamente un modo di contattare Contrail, ignaro del fatto che non è più su Cybertron. Verrà sconfitto e rinchiuso nella capsula di stasi. Doppiato da Kevin Michael Richardson; Masafumi Kimura; Walter Rivetti.
- Filch: una Corvicon cleptomane dalle sembianze di enorme gazza, esclama in continuazione "Brilla!" Doppiata da Constance Zimmer; Yū Kobayashi; Simona Biasetti.
- Minitron: un piccolo Cyber-tick, avente la possibilità di attaccarsi ad altri Cybertroniani e controllarli.
- Springload: rana complottista ossessionata dalla ricerca della città perduta di Doradus. Riesce a secernere sulla pelle uno strato di potente acido corrosivo. Doppiato da John Steven Rocha; Nobuo Tobita; Luca Ghignone.
- Ped: robot dalle fattezze di verme che soffre di complessi di inferiorità. Scava tunnel infiniti e lancia scariche elettriche dalle mandibole. Doppiato da Eddie Deezen; Daisuke Sakaguchi; Matteo Zanotti.
- Quillfire: riccio anarchico che spara aculei tossici che provocano alterazioni comportamentali a chi viene colpito. Doppiato da Andy Milder; Daisuke Kishio; Gabriele Marchingiglio.
- Malodor: leader degli Skunkticon, puzzole robot che fa perdere temporaneamente la vista e l'udito di chi viene colpito dal loro liquido tossico. Doppiato da Daniel Roebuck; Kentarō Itō; Mattia Bressan.
- Fancyclaws: assomiglia a un puma. Inoltre, può sparare laser dai suoi artigli. viene catturato dagli Autobot nella prima stagione.
- Nightstrike: robot pipistrello che usa il suo urlo sonico per intrappolare le sue vittime nei loro incubi, intrappolarle e poter quindi risucchiare il loro Energon. Doppiato da Tom Kenny; Yutaka Aoyama; Luca Catanzaro.
- Vertebreak: uno scienziato pazzo (come Shockwave, visto in Prime) dalla forma di serpente. Cerca disperatamente di diventare il "Transformer perfetto".
- Octopunch: un polpo robotico, imprigionato per furti e violenze. I suoi tentacoli sono super sensibili. Doppiato da Charlie Schlatter; Mitsuaki Madono; Lorenzo Scattorin.
- Groundpounder: enorme gorilla robotico, campione dell'arena dei gladiatori su Kaon. Afferma di aver affrontato e sconfitto i Dinobot. La sua forma lo fa assomigliare a Devastator (personaggio comparso nel film Transformers - La vendetta del caduto), l'unione dei Constructicon. Doppiato da John DiMaggio; Tetsu Inada; Maurizio Trombini.
- Headlock: il manager di Groundpounder, il cui aspetto è basato su Mickey Goldwill (l'allenatore di Rocky Balboa in Rocky). Un imbroglione che sabota chiunque riesca a mettere alle corde Groundpounder. Doppiato da Eric Bauza; Jin Urayama; Mario Scarabelli.
- Kickback: Insecticon dalle fattezze di cavalletta conosciuto per essere un servo fedele dei boss della malavita. Nella seconda stagione, entra a far parte dell'equipaggio di Glowstrike. Doppiato da Liam O'Brien; Yuki Tai; Matteo Brusamonti.
- Scowl: un Dinobot rosso che ama spaccare tutto. Grimlock si affeziona a lui in quanto entrambi Dinobot, ma alla fine si vede costretto a catturarlo. Si trasforma in un Ankylosaurus. Doppiato da Mark Hildreth; Mitsuaki Kanuka; Pietro Ubaldi.
- Zizza: ape regina che rende servo chiunque grazie al suo veleno. Non sopporta le basse temperature. Doppiata da Jackèe Harry; Kikuko Inoue.
- Pseudo: la più grande spia di Cybertron, arrestato per aver venduto dei segreti. Riesce a trasformarsi in qualsiasi forma. Doppiato da Eric Bauza; Koji Ochiai.
- Primus: dio dei Transformer, nonché loro creatore. Nella serie, compare in un flashback di Windblade. È il gemello e la controparte di Unicron.
- Solus Prime: unico membro femminile dei 13 Prime originali, nonché la prima vittima di Megatronus. Nella serie non compare, ma viene menzionata da Fixit nell'ultimo episodio, che afferma che sia stata uccisa da Megatronus.
- Starscream: grande traditore dei Decepticon, viene menzionato 2 volte (Oltre le apparenze e Cosa farebbe Optimus?). Nel fumetto della serie, Optimus Prime e Windblade vanno in una caverna ingaggiando un breve scontro con una loro vecchia conoscenza, Predaking. Alla fine del fumetto, viene ritrovata una delle sue armi, il suo missile: questo implica, che dopo gli eventi di "Predacons Rising", sia morto divorato dai Predacon, anche se i Vehicon dicono che tornerà insieme a Megatron. Nella miniserie, ritorna affermando di volersi vendicare di Megatron. Nell'episodio "Min-Con Madness", rivela come è sopravvissuto all'attacco dei Predacon alla Darkmount, la fortezza Decepticon; nel suo flashback, Starscream è mostrato con il suo vecchio design implicando che si è riformattato. Nella miniserie, Starscream fa la sua prima apparizione nell'episodio Mighty big trouble, sebbene nell'episodio Pretzel logic, si vede Shadelock parlare con lui con il comunicatore. Verrà sconfitto dagli Autobot e fatto prigioniero da Optimus Prime che lo riporta su Cybertron. Diventa un futuristico Jet simile a un Su-47.
- Vector Prime: altro membro dei 13 Prime. Compare nell'episodio 25, dove, insieme agli altri Prime, dona più potere a Optimus.
- Micronus Prime: istruttore di Optimus, gli insegna a usare la sua nuova arma e a prepararlo a fronteggiare Megatronus. Anche lui, insieme agli altri Prime, dona più potere a Optimus nell'episodio 25. Nel primo episodio della seconda stagione, riappare solo per privare Optimus del potere conferitogli dai Prime, dato che la battaglia con Megatronus si è conclusa, lasciandolo con poche energie.
- Overload: spia Decepticon dai modi alquanto teatrali, ha conti in sospeso con Bumblebee e fu catturato personalmente da Optimus Prime. Una volta liberatosi, fa squadra con i Mini-Con Ciclone Ransack e Backtrack, ma viene catturato in seguito a un attacco da parte degli stessi Mini-Con che Bumblebee gli ha aizzato contro. Doppiato da Dave Fennoy; Jun'ichi Suwabe; Giorgio Bonino.
- Polar Claw: boss malavitoso Cybertroniano dalle fattezze di orso polare, emana urli sonici ed è solito andare in letargo per lunghi periodi. Nonostante l'aspetto soffre le temperature troppo basse, che riducono l'efficacia del suo urlo sonico. Doppiato da Steve Blum; Masami Iwasaki; Francesco Rizzi.
- Crazybolt: un Decepticon che prende sul serio la filosofia della velocità e brucia ogni ostacolo che ha davanti. Doppiato da James Arnold Taylor; Tesshō Genda; Roberto Accornero.
- Soundwave: il luogotenente di Megatron ai tempi della grande guerra. Dopo gli eventi di Predacons Rising, era stato ritenuto morto quando Unicron distrusse la Nemesis. In questa serie, si scopre che è ancora vivo, infatti appare nella seconda stagione nell'episodio 10 insieme al suo Mini-Con Laserbeak, dove affronta Bumblebee e la sua squadra. Riesce a spedire Bumblebee nella zona d'ombra, ma alla fine viene sconfitto da Bumblebee e rimandato nella zona d'ombra con l'aiuto della sua squadra. Torna nella terza stagione insieme a un team di quattro nuovi Mini-Con, Hi-Test, Goldgear, Trickout e Stuntwing, grazie ai quali riesce a mettere mano su un paio di Caccia Decepticon usati da Bumblebee e Sideswipe per poterli usare contro gli Autobot. Viene sconfitto da Optimus Prime, che lo riporta su Cybertron dove verrà processato. Nella sua prima apparizione, ha la stessa forma antropomorfa e veicolare della serie Prime, mentre in seguito riesce ad aggiornare il suo corpo crescendo notevolmente e diventa un SUV ultratecnologico. Doppiato da Frank Welker; Pino Pirovano (quando si sente solo la voce), Marco Balbi.
- Slicedice: il Mini-Con di Crazybolt, che lo venera come suo profeta. Doppiato da Gary Anthony Williams; Koji Ochiai; Claudio Ridolfo.
- Razorpaw: un puma Cybertroniano come Fancyclaws. È in grado di drenare l'Energon da altri cybertroniani tramite le unghie delle dita per condannarle alla morte lasciandolo le sue vittime prive del loro "fluido vitale" (Energon). È accompagnato da due Mini-Con, Swelter e Glacius (che sono identici a Divebomb, uno dei Mini-Con di Fracture). Doppiato da Jonathan Adams; Tomokazu Seki; Claudio Colombo.
- Torpor: un Mini-Con che spara raggi che mandano in trance dal suo occhio.
- Simacore: un orango Cybertroniano somigliante a Groundpounder (i due sono quasi identici). È accompagnato da due Mini-Con, Theorem e Axiom. Ha più o meno la stessa forza di Groundpounder, ma non le sue abilità. È un genio, ma è piuttosto incline alla rabbia. Doppiato da Matthew Yang King; Chō; Cesare Rasini.
- Clout e Bludgeon: una coppia di Mini-Con bellicosi, spesso inclini a provocarsi a vicenda. Doppiati da Dee Bradley Baker (entrambi); Kenso Kato (Clout) e Ikuya Sawaki (Bludgeon); Alberto Sette (Clout) e Francesco Orlando (Bludgeon).
- Anvil e Hammer: due Mini-Con alquanto stupidi che vengono presi da Bisk come compagni. Doppiati da Carlos Alazraqui (entrambi).
- Silverhound: Decepticon dalle fattezze canidi, simile a Terrashock nella corporatura. Era uno degli scagnozzi di Thunderhoof. Doppiato da Eric Bauza.
- Back e Forth: due Mini-Con dalle abilità magnetiche che diventano alleati di Quillfire. Doppiati da Eric Bauza (entrambi).
- Stockade: un generale Decepticon pluridecorato che fu arrestato in seguito a un colpo di stato fallito. Ha fattezze canidi, è solito tenere in bocca una vite come fosse una sigaretta e comanda un esercito di Mini-Con, i Major Mayhem. Doppiato da Gregg Berger; Hisao Egawa; Riccardo Rovatti.
- Toolbox e Cinch: due dei tanti Mini-Con di guardia dell'Alchemor (ergo identici a Fixit) che sono stati rapiti dall'armata di Glowstrike come schiavi. Doppiati da Mitchell Whitfield (entrambi), Yoshiyuki Matsura (entrambi), Federico Viola (entrambi).
- Shadelock: un Vehicon di taglia massiccia che pare fare da guardia del corpo a Starscream. Doppiato da Kirk Thornton; Kosuke Sakaki; Pino Pirovano.
- Crustacion; un criminale ossessivo e che ha il vizio di distrarsi facilmente, oltre a fidarsi troppo della buona sorte. Doppiato da Chris Edgerly; Matteo Brusamonti.
- Ragebyte: uno scienziato ossessionato dal suo lavoro, dai modi poco etici. Doppiato da Christoper Swindle; Pino Pirovano.
- Zorillor: uno Stunkticon comune che era nella prigione, ma divenne ossessionato da una sfera antica. Doppiato da Michael Yurchak; Giorgio Falcone.
- Boostwing, Jacknab e Pilfer: sono tre fratelli corvi Decepticon. Furfanti malavitosi e ambiziosi. Doppiati da James Arnold Taylor (Boostwing), Robin Atkin Downes (Jacknab e Pilfer); Luca Ghignone (Boostwing); Davide Fumagalli (Jacknab), Giorgio Falcone (Pilfer).
- Shadow Raker: ex maestro di Drift, allena i più cattivi mercenari della galassia e si trasforma in un ragno. Doppiato da Ian James Corlett; Oliviero Corbetta.
- Flamesnort: un vecchio Decepticon che ha vissuto i secoli sulla Terra senza sapere che la guerra è finita da un pezzo. Assomiglia a un drago. Doppiato da Robin Atkin Downes; Vittorio Bestoso.

### Equipaggio di Glowstrike
- Glowstrike: un Insecticon che si trasforma in una lucciola Cybertroniana. Non sopporta i membri del suo equipaggio (ad eccezione forse di Saberhorn e Scorponok) perché li considera degli incompetenti. Sembra andare molto d'accordo con Steeljaw, ovviamente perché lo considera un Decepticon su cui può fare affidamento. Alla fine della serie, Steeljaw tradisce lei e Saberhorn per avere il completo controllo sul loro equipaggio. Dopo l'apparente morte di Steeljaw, verrà catturata dagli Autobot insieme al suo intero equipaggio e ai Decepticon liberati da Steeljaw. Doppiata da Grey DeLisle; Aya Hisakawa; Marisa Della Pasqua.
- Saberhorn: un Decepticon/Insecticon spadaccino, di certo uno dei nemici più forti per gli Autobot. Può diventare uno scarabeo rinoceronte. Alla fine della serie, viene tradito, insieme a Glowstrike, da Steeljaw per poi essere catturato dagli Autobot. Doppiato da Fred Tatasciore; Kenjirō Tsuda; Paolo Sesana.
- Scorponok: un Insecticon, che come suggerisce il nome si trasforma in uno scorpione. Dopo uno scontro con Bumblebee e Grimlock, verrà catturato insieme a Crazybolt e Slicedice. Doppiato da Victor Brandt; Tōru Ōkawa; Francesco Rizzi.

### Scavengers
- Paralon: Membro degli Scavengers, cacciatori di reliquie Decepticon. Fa di tutto per essere il primo a mettere le mani sugli artefatti più preziosi. Ha fattezze simili a quelle di Scorponok.
- Scatterspike: Rude cacciatrice di tesori, simile a Quillfire sia nell'aspetto che nei poteri. Per ragioni sconosciute, nel doppiaggio italiano è diventata un maschio. Doppiata da Robin Weigert; Michiko Kaiden; Francesco Mei.
- Clawtrap: Il capo degli Scavengers. Il suo aspetto è pressoché identico a quello di Clampdown. Doppiato da Andrè Sogliuzzo; Haruo Yamagishi; Michele Radice.
- Thermidor: Pirata che si è unito agli Scavengers dopo che la sua nave è stata portata via da Clawtrap. Riprende il design di Bisk. Doppiato da Jim Cummings; Minoru Hirota; Giovanni Battezzato.

### Stunticons
Antagonisti principali della terza stagione, gli Stunticon sono un gruppo di Decepticon che vogliono dominare le strade di tutto l'universo: 
- Motormaster: il leader degli Stunticon. Ossessionato col voler diventare re della strada, è un bruto che distrugge tutto ciò che trova davanti a sé. Doppiato da Travis Willingham; Silvio Pandolfi.
- Drag Strip: un opportunista che punta sempre più in alto che può. Doppiato da Maurice LaMarche; Diego Baldoin.
- Heatseeker: un amante della distruzione, dotato a missili a ricerca di calore (come dal suo nome). Doppiato da Mike Kelley; Maurizio Desinan.
- Wildbreak: debole e incapace, sta sempre dietro a Drag Strip come suo fedele sgherro. Doppiato da Dave Wittenberg; Massimo Di Benedetto.
- Slashmark: si ritiene superiore al resto del gruppo e ha il vizio di insultare chiunque reputi inferiore a lui. Doppiato da David Kaye; Lorenzo Scattorin.
  - Menasor: la forma combinata degli Stunticon.
  - Dragbreak: la forma combinata di Drag Strip e Wildbreak. Doppiato da Maurice LaMarche; Diego Baldoin.
  - Heatmark: la forma combinata di Heatseeker e Slashmark. Doppiato da Mike Kelley; Maurizio Desinan.

## Curiosità
- Starscream, al contrario di Transformers: Prime, appare in questa serie con una forma molto simile a quella degli originali cartoni animati di Transformers. Inoltre, Bumblebee afferma che questa è la "forma originale" di Starscream, forse questo è un riferimento ai videogiochi War for Cybertron, Transformers: Rise of the Dark Spark e Fall of Cybertron.
- Soundwave, nella terza stagione, riprende a parlare con la sua vera voce.
- Nightra è la prima antagonista Autobot nell'intera saga "Allineata"[1].
- Breakdown, Wildrider e Dead End erano degli Stunticon, ma sono stati rimpiazzati rispettivamente da Wildbreak, Heatseeker e Slashmark, il primo perché è stato ucciso nella serie precedente e gli ultimi due (comparsi solo nella linea di giocattoli e nei videogiochi) per motivi ignoti[2].

## Doppiatori
| Personaggio             | Doppiatore originale                                             | Doppiatore giapponese | Doppiatore italiano                                                           |
| ----------------------- | ---------------------------------------------------------------- | --------------------- | ----------------------------------------------------------------------------- |
| Bumblebee               | Will Friedle                                                     | Ryōhei Kimura         | Alessandro Capra                                                              |
| Sideswipe               | Darren Criss                                                     | Daiki Hamano          | Ruggero Andreozzi                                                             |
| Strongarm               | Constance Zimmer                                                 | Yui Kondo             | Katia Sorrentino                                                              |
| Fixit                   | Mitchell Whitfield                                               | Yoshiyuki Matsura     | Federico Viola                                                                |
| Grimlock                | Khary Payton                                                     | Masaomi Yamahashi     | Sergio Romanò                                                                 |
| Drift                   | Eric Bauza                                                       | Tomokazu Sugita       | Raffaele Farina                                                               |
| Jetstorm                | Roger Craig Smith                                                | Tasuku Hatanaka       | Renato Novara                                                                 |
| Slipstream              | Roger Craig Smith                                                | Isamu Yusen           | Marco Benedetti                                                               |
| Jazz                    | Arif S. Kinchen                                                  | Wataru Takagi         | Gabriele Calindri                                                             |
| Windblade               | Kristy Wu (stagioni 1-2 e miniserie) Erica Lindbeck (stagione 3) | Hitomi Nabatame       | Cristiana Rossi                                                               |
| Orion Pax/Optimus Prime | Peter Cullen                                                     | Taiten Kusunoki       | Marco Balzarotti                                                              |
| Russell Clay            | Stuart Allan                                                     | Tomo Muranaka         | Andrea Oldani                                                                 |
| Danny Clay              | Ted McGinley                                                     | Masamichi Kitada      | Riccardo Lombardo (stagioni 1-2 e miniserie) Giovanni Battezzato (stagione 3) |
| Butch                   | Will Friedle                                                     | Ryo Yuasa             | Stefano Pozzi                                                                 |
| Hank                    | Bailey Gambertoglio                                              | Miyuki Sato           | Tiziana Martello                                                              |
| Steeljaw                | Troy Baker                                                       | Yuichi Nakamura       | Andrea Bolognini                                                              |
| Underbite               | Liam O'Brien                                                     | Kosuke Goto           | Silvio Pandolfi                                                               |
| Thunderhoof             | Frank Stallone                                                   | Hiroaki Hirata        | Alberto Sette                                                                 |
| Fracture                | Kevin Pollak                                                     | Anri Katsu            | Alessandro Zurla                                                              |
| Airazor                 | Roger Craig Smith                                                | Nishio Manmosu        | Massimo Di Benedetto                                                          |
| Divebomb                | Khary Payton                                                     | Akihiro Matsushima    | Simone Lupinacci                                                              |
| Clampdown               | Jim Cummings                                                     | Setsuji Sato          | Francesco Orlando                                                             |
| Hammerstrike            | David Kaye                                                       | Tomotaka Hachisuka    | Stefano Albertini                                                             |
| Bisk                    | Khary Payton                                                     | Setsuji Sato          | Daniele Demma                                                                 |
| Chop Shop               | David Hunt                                                       | Yohei Tadano          | Alessandro Zurla                                                              |
| Terrashock              | Kevin Michael Richardson                                         | Masafumi Kimura       | Walter Rivetti                                                                |
| Filch                   | Constance Zimmer                                                 | Yu Kobayashi          | Simona Biasetti                                                               |
| Springload              | John Steven Rocha                                                | Nobuo Tobita          | Luca Ghignone                                                                 |
| Ped                     | Eddie Deezen                                                     | Daisuke Sakaguchi     | Matteo Zanotti                                                                |
| Quillfire               | Andy Milder                                                      | Daisuke Kishio        | Gabriele Marchingiglio                                                        |
| Malodor                 | Daniel Roebuck                                                   | Kentaro Ito           | Mattia Bressan                                                                |
| Nightstrike             | Tom Kenny                                                        | Yutaka Aoyama         | Luca Catanzaro                                                                |
| Vertebreak              | Charlie Schlatter                                                | Mitsuaki Madono       | Lorenzo Scattorin                                                             |
| Octopunch               | Ted Biaselli                                                     | Chafurin              | Claudio Ridolfo                                                               |
| Groundpounder           | John DiMaggio                                                    | Tetsu Inada           | Maurizio Trombini                                                             |
| Headlock                | Eric Bauza                                                       | Jin Urayama           | Mario Scarabelli                                                              |
| Righty                  | Will Friedle                                                     | Akihiro Matsushima    | Pino Pirovano                                                                 |
| Kickback                | Liam O'Brien                                                     | Yuki Tai              | Matteo Brusamonti                                                             |
| Scowl                   | Mark Hildreth                                                    | Mitsuaki Kanuka       | Pietro Ubaldi                                                                 |
| Zizza                   | Jackée Harry                                                     | Kikuko Inoue          |                                                                               |
| Pseudo                  | Eric Bauza                                                       | Koji Ochiai           |                                                                               |
| Micronus                | Adrian Pasdar                                                    | Kazuhiko Inoue        | Natale Ciravolo                                                               |
| Megatronus              | Gil Gerard                                                       | Fumihiko Tachiki      |                                                                               |
| Overload                | Dave Fennoy                                                      | Junichi Suwabe        | Giorgio Bonino                                                                |
| Ransack                 | Steve Blum                                                       | Akira Ishida          | Marco Benedetti                                                               |
| Backtrack               | Steve Blum                                                       | Satoshi Tsuruoka      | originale                                                                     |
| Polar Claw              | Steve Blum                                                       | Masami Iwasaki        | Francesco Rizzi                                                               |
| Saberhorn               | Fred Tatasciore                                                  | Kenjiro Tsuda         | Paolo Sesana                                                                  |
| Scorponok               | Victor Brandt                                                    | Toru Okawa            | Francesco Rizzi                                                               |
| Glowstrike              | Grey DeLisle                                                     | Aya Hisakawa          | Marisa Della Pasqua                                                           |
| Crazybolt               | James Arnold Taylor                                              | Tessho Genda          | Roberto Accornero                                                             |
| Slicedice               | Gary Anthony Williams                                            | Koji Ochiai           | Claudio Ridolfo                                                               |
| Razorpaw                | Jonathan Adams                                                   | Tomokazu Seki         | Claudio Colombo                                                               |
| Swelter                 | Robbie Rist                                                      | Kenjiro Kobayashi     | Jacopo Calatroni                                                              |
| Glacius                 | Yuri Lowenthal                                                   | Chikahiro Kobayashi   | Omar Maestroni                                                                |
| Simacore                | Matthew Yang King                                                | Cho                   | Cesare Rasini                                                                 |
| Theorem                 | Jeff Bennet                                                      | Takayuki Nakatsukasa  | Jacopo Calatroni                                                              |
| Axiom                   | Jeff Bennet                                                      | Takuma Sasaki         | Omar Maestroni                                                                |
| Bludgeon                | Dee Bradley Baker                                                | Ikuya Sawaki          | Francesco Orlando                                                             |
| Clout                   | Dee Bradley Baker                                                | Kenso Kato            | Alberto Sette                                                                 |
| Anvil                   | Carlos Alazraqui                                                 |                       | -originale                                                                    |
| Hammer                  | Carlos Alazraqui                                                 |                       | -originale                                                                    |
| Silverhound             | Eric Bauza                                                       |                       | -originale                                                                    |
| Back                    | Eric Bauza                                                       |                       | -originale                                                                    |
| Forth                   | Eric Bauza                                                       |                       | -originale                                                                    |
| Stockade                | Gregg Berger                                                     | Hisao Egawa           | Riccardo Rovatti                                                              |
| Ratchet                 | Jeffrey Combs                                                    | Tomomichi Nishimura   | Claudio Moneta                                                                |
| Toolbox                 | Mitchell Whitfield                                               | Yoshiyuki Matsura     | Federico Viola                                                                |
| Cinch                   | Mitchell Whitfield                                               | Yoshiyuki Matsura     | Federico Viola                                                                |
| Paralon                 | Jason Spisak                                                     | Rintaro Nishi         | Diego Sabre                                                                   |
| Scatterspike            | Robin Weigert                                                    | Michiko Kaiden        | Francesco Mei                                                                 |
| Thermidor               | Jim Cummings                                                     | Minoru Hirota         | Giovanni Battezzato                                                           |
| Starscream              | Steve Blum                                                       | Daisuke Hirakawa      | Gianluca Iacono                                                               |
| Clawtrap                | André Sogliuzzo                                                  | Haruo Yamagishi       | Michele Radice                                                                |
| Shadelock               | Kirk Thornton                                                    | Kosuke Sakaki         | Pino Pirovano                                                                 |
| Buzzstrike              | Rick Pasqualone                                                  | Tomokazu Yajima       | Stefano Lucchelli                                                             |
| Sawtooth                | Crispin Freeman                                                  | Shinobu Matsumoto     | Alessandro Germano                                                            |
| Aerobolt                | Steve Blum                                                       | Masato Obara          | Massimiliano Lotti                                                            |
| Tricerashot             | Robbie Rist                                                      | Riki Kagami           | Luca Ghignone                                                                 |
| Heatseeker              | Mike Kelley                                                      |                       | Maurizio Desinan                                                              |
| Motormaster             | Travis Willingham                                                |                       | Silvio Pandolfi                                                               |
| Soundwave               | Frank Welker                                                     |                       | Pino Pirovano (quando si sente solo la voce) Marco Balbi                      |
| Crustacion              | Chris Edgerly                                                    |                       | Matteo Brusamonti                                                             |
| Blurr                   | Max Mittelman                                                    |                       | Mattia Bressan                                                                |
| Ragebyte                | Christopher Swindle                                              |                       | Pino Pirovano                                                                 |
| Zorillor                | Michael Yurchak                                                  |                       | Giorgio Falcone                                                               |
| Drag Strip              | Maurice LaMarche                                                 |                       | Diego Baldoin                                                                 |
| Wildbreak               | Dave Wittenberg                                                  |                       | Massimo Di Benedetto                                                          |
| Dragbreak               | Maurice LaMarche                                                 |                       | Diego Baldoin                                                                 |
| Boostwing               | James Arnold Taylor                                              |                       | Luca Ghignone                                                                 |
| Jacknab                 | Robin Atkin Downes                                               |                       | Davide Fumagalli                                                              |
| Pilfer                  | Robin Atkin Downes                                               |                       | Giorgio Falcone                                                               |
| Shadow Raker            | Ian James Corlett                                                |                       | Oliviero Corbetta                                                             |
| Slashmark               | David Kaye                                                       |                       | Lorenzo Scattorin                                                             |
| Nightra                 | Lori Petty                                                       |                       | Beatrice Caggiula                                                             |
| Blastwave               | Roger Craig Smith                                                |                       | Silvio Pandolfi                                                               |
| Flamesnort              | Robin Atkin Downes                                               |                       | Vittorio Bestoso                                                              |
| Heatmark                | Mike Kelley                                                      |                       | Maurizio Desinan                                                              |

## Episodi

### Prima stagione
| Nº | Titolo italiano Titolo inglese                                 | In onda           | In onda           |
| Nº | Titolo italiano Titolo inglese                                 | USA               | Italiano          |
| 1  | Più di quanto non sembri (prima parte) 「Pilot, Part 1」       | 14 marzo 2015     | 7 marzo 2015      |
| 2  | Più di quanto non sembri (seconda parte) 「Pilot, Part 2」     | 14 marzo 2015     | 7 marzo 2015      |
| 3  | Esercizi di fiducia 「Trust Exercises」                        | 4 aprile 2015     | 11 marzo 2015     |
| 4  | Oltre le apparenze 「More Than Meets the Eye」                 | 11 aprile 2015    | 12 marzo 2015     |
| 5  | Che cosa farebbe Optimus? 「W.W.O.D.?」                        | 18 aprile 2015    | 13 marzo 2015     |
| 6  | Come vuole Kospego 「As the Kospego Commands!」                | 25 aprile 2015    | 16 marzo 2015     |
| 7  | Gazza ladra 「Collect 'Em All」                                | 2 maggio 2015     | 17 marzo 2015     |
| 8  | Da che parte stai? 「True Colors」                             | 9 maggio 2015     | 18 marzo 2015     |
| 9  | Divergenze 「Rumble in the Jungle」                            | 16 maggio 2015    | 19 marzo 2015     |
| 10 | Sotto terra 「Can You Dig It?」                                | 23 maggio 2015    | 20 marzo 2015     |
| 11 | Bumblebee torna bambino 「Adventures in Bumblebee-Sitting!」   | 30 maggio 2015    | 23 marzo 2015     |
| 12 | La stagione di caccia 「Hunting Season」                       | 6 giugno 2015     | 24 marzo 2015     |
| 13 | Sfocato 「Out of Focus」                                       | 13 giugno 2015    | 7 settembre 2015  |
| 14 | Accordi sottobanco 「Sideways」                                | 20 giugno 2015    | 25 marzo 2015     |
| 15 | Anche i robot hanno gli incubi 「Even Robots Have Nightmares」 | 27 giugno 2015    | 8 settembre 2015  |
| 16 | Un corpo, una testa 「Some Body, Any Body」                    | 4 luglio 2015     | 9 settembre 2015  |
| 17 | Si è perso un Mini-Con 「One of Our Mini-Cons Is Missing」     | 11 luglio 2015    | 10 settembre 2015 |
| 18 | Cattive acque 「Deep Trouble」                                 | 18 luglio 2015    | 14 settembre 2015 |
| 19 | Il campione 「The Champ」                                      | 25 luglio 2015    | 15 settembre 2015 |
| 20 | Il problema di Fixit 「The Trouble with Fixit」                | 1º agosto 2015    | 16 settembre 2015 |
| 21 | Sfrattati 「Lockout」                                          | 8 agosto 2015     | 17 settembre 2015 |
| 22 | Ugualmente diversi 「Similarly Different」                     | 15 agosto 2015    | 21 settembre 2015 |
| 23 | Windblade 「The Buzz on Windblade」                            | 22 agosto 2015    | 22 settembre 2015 |
| 24 | Fantasmi e impostori 「Ghosts and Impostors」                  | 29 agosto 2015    | 23 settembre 2015 |
| 25 | Campi di battaglia (prima parte) 「Battlegrounds, Part 1」     | 5 settembre 2015  | 24 settembre 2015 |
| 26 | Campi di battaglia (seconda parte) 「Battlegrounds, Part 2」   | 12 settembre 2015 | 28 settembre 2015 |

### Seconda stagione
| Nº | Titolo italiano Titolo inglese                                       | In onda          | In onda          |
| Nº | Titolo italiano Titolo inglese                                       | USA              | Italiano         |
| 1  | Sovraccarico Overload (prima prima) 「Overloaded: Part 1」           | 20 febbraio 2016 | 22 febbraio 2016 |
| 2  | Sovraccarico Overload (seconda parte) 「Overloaded: Part 2」         | 27 febbraio 2016 | 22 febbraio 2016 |
| 3  | Fusione di metallo 「Metal Meltdown」                                | 5 marzo 2016     | 21 marzo 2016    |
| 4  | In congedo 「Suspended」                                             | 12 marzo 2016    | 21 marzo 2016    |
| 5  | Bersaglio facile 「Cover Me」                                        | 19 marzo 2016    | 9 maggio 2016    |
| 6  | Forza cerebrale 「Brainpower」                                       | 26 marzo 2016    | 10 maggio 2016   |
| 7  | Illusione 「Misdirection」                                           | 2 aprile 2016    | 11 maggio 2016   |
| 8  | Un concerto per Bumblebee 「Bumblebee's Night Off」                  | 9 aprile 2016    | 12 maggio 2016   |
| 9  | Rimossi 「Impounded」                                                | 16 aprile 2016   | 16 maggio 2016   |
| 10 | Portali 「Portals」                                                  | 23 aprile 2016   | 17 maggio 2016   |
| 11 | Voglia di libertà 「Graduation Exercises」                           | 30 aprile 2016   | 18 maggio 2016   |
| 12 | L'isola dei Decepticon (prima parte) 「Decepticon Island: Part 1」   | 7 maggio 2016    | 19 maggio 2016   |
| 13 | L'isola dei Decepticon (seconda parte) 「Decepticon Island: Part 2」 | 14 maggio 2016   | 23 maggio 2016   |

### Miniserie
| Nº | Titolo italiano Titolo inglese                  | In onda          | In onda          |
| Nº | Titolo italiano Titolo inglese                  | USA              | Italiano         |
| 1  | Lezioni di storia 「History Lessons」           | 22 ottobre 2016  | 16 novembre 2016 |
| 2  | La media di Strongarm 「Strongarm's Big Score」 | 29 ottobre 2016  | 16 novembre 2016 |
| 3  | La logica del pretzel 「Pretzel Logic」         | 5 novembre 2016  | 23 novembre 2016 |
| 4  | Problemi in vista 「Mighty Big Trouble」        | 12 novembre 2016 | 23 novembre 2016 |
| 5  | Mini-Con mania 「Mini-Con Madness」             | 19 novembre 2016 | 30 novembre 2016 |
| 6  | Questioni di merito 「Worthy」                  | 3 dicembre 2016  | 30 novembre 2016 |

### Terza stagione:Combiner Force
| Nº | Titolo italiano Titolo inglese                                   | In onda           | In onda          |
| Nº | Titolo italiano Titolo inglese                                   | USA               | Italiano         |
| 1  | Il re della collina (prima parte) 「King of the Hill, Part 1」   | 29 aprile 2017    | 2 ottobre 2017   |
| 2  | Il re della collina (seconda parte) 「King of the Hill, Part 2」 | 29 aprile 2017    | 3 ottobre 2017   |
| 3  | Scongelato 「Defrosted」                                         | 6 maggio 2017     | 4 ottobre 2017   |
| 4  | Nuovo acquisto 「Blurred」                                       | 13 maggio 2017    | 5 ottobre 2017   |
| 5  | Sfera di interessi 「Sphere of Influence」                       | 20 maggio 2017    | 9 ottobre 2017   |
| 6  | Essere trendy 「Bee Cool」                                       | 27 maggio 2017    | 10 ottobre 2017  |
| 7  | Due metà 「The Great Divide」                                    | 3 giugno 2017     | 11 ottobre 2017  |
| 8  | A caccia di indizi 「Get a Clue」                                | 10 giugno 2017    | 12 ottobre 2017  |
| 9  | Fuori dalle ombre 「Out of the Shadows」                         | 17 giugno 2017    | 16 ottobre 2017  |
| 10 | Disturbi di personalità 「Disordered Personalities」             | 24 giugno 2017    | 17 ottobre 2017  |
| 11 | Ufficialmente colpevole 「Guilty as Charged」                    | 29 luglio 2017    | 18 ottobre 2017  |
| 12 | Il cavaliere dorato 「The Golden Knight」                        | 12 agosto 2017    | 19 ottobre 2017  |
| 13 | Il Dinobot più veloce della galassia 「The Fastest Bot Alive!」  | 12 agosto 2017    | 23 ottobre 2017  |
| 14 | Furia sui binari 「Railroad Rage」                               | 19 agosto 2017    | 24 ottobre 2017  |
| 15 | Unisci e impera 「Combine and Conquer」                          | 26 agosto 2017    | 25 ottobre 2017  |
| 16 | Operazione lunare 「Moon Breaker」                               | 2 settembre 2017  | 26 ottobre 2017  |
| 17 | Esuli 「Exiles」                                                 | 9 settembre 2017  | 30 ottobre 2017  |
| 18 | Spazio vitale 「Breathing Room」                                 | 16 settembre 2017 | 1º novembre 2017 |
| 19 | Rischio nucleare 「Prepare for Departure」                       | 23 settembre 2017 | 2 novembre 2017  |
| 20 | La convenzione di Cheope 「Prisoner Principles」                 | 30 settembre 2017 | 6 novembre 2017  |
| 21 | Danno collaterale 「Collateral Damage」                          | 7 ottobre 2017    | 7 novembre 2017  |
| 22 | Indigestione 「Something He Ate」                                | 14 ottobre 2017   | 8 novembre 2017  |
| 23 | Epidemia 「Sick as a Bot」                                       | 21 ottobre 2017   | 9 novembre 2017  |
| 24 | Cinque in fuga 「Five Fugitives」                                | 28 ottobre 2017   | 13 novembre 2017 |
| 25 | Il nemico del mio nemico 「Enemy of My Enemy」                   | 4 novembre 2017   | 14 novembre 2017 |
| 26 | Lotta per la libertà 「Freedom Fighters」                        | 11 novembre 2017  | 15 novembre 2017 |